# Vlad II le Dragon
Le voïvode Vlad II Dracul, ou Drăculea, Dracula, Dracules, Dragulios, (vers 1395 - décembre 1447) est le prince de Valachie de 1436 à 1442 et de 1443 à 1447.

## Famille
Il est membre de la famille des Basarabi et fils de Mircea Ier l'Ancien (Mircea cel Bătrân). Les princes régnants de Valachie étaient officiellement vassaux du roi de Hongrie. Il est commandant de frontière avec la responsabilité de protéger les routes commerciales de Transylvanie vers la Valachie pour l'Église catholique romaine.
Bien que Vlad fût en faveur de l'église catholique romaine, on sait qu'il a assassiné des membres de la famille des Dănești, cousine, mais rivale. C'est ainsi qu'il prend le pouvoir en Valachie, en rentrant d'exil depuis la Transylvanie en 1436.

## L'ordre du Dragon
Vlad II rejoint l'Ordre du Dragon en 1431, d'où son surnom le Dragon, Dracul. Les objectifs principaux de cet ordre sont la protection des intérêts de la Chrétienté et la croisade contre les Ottomans. L'Ordre avait comme symbole un dragon.
Vlad accole d'ailleurs lui-même à sa signature son surnom dans les textes officiels, et son blason porte la figure d'un dragon.
À partir de ce surnom, les historiens byzantins le surnomment aussi, lui et ses descendants, les Drăculea, Dracula, Dracules ou Dragulios (les Dragons). Son troisième fils, Vlad III l'Empaleur (Vlad Țepeș) est ainsi surnommé Drăculea, nom repris par Bram Stoker, pour le personnage de son roman Dracula.
L'homonymie en roumain du mot dracul, qui désigne dans le passé le dragon mais aussi le Diable, est savamment entretenue par les chroniqueurs occidentaux allemands pour jeter le discrédit sur les Drăculea[réf. nécessaire].

## Contre les Turcs
En 1444, le roi de Hongrie, Ladislas III de Pologne, déclare la guerre à l'Empire ottoman et lance la croisade de Varna sous le commandement du gouverneur général Jean Hunyadi (en roumain Iancu de Hunedoara ; en hongrois János Hunyadi) de façon à bouter les Turcs hors d'Europe. Hunedoara demande que Vlad remplisse son devoir de membre de l'ordre du Dragon et de vassal de la Hongrie. On lui demande de rejoindre la croisade contre les Turcs, mais il refuse. Le pape délie Vlad de son serment à l'Ordre mais demande que son fils Mircea II le Jeune (Mircea cel Tânăr) prenne sa place. L'armée chrétienne est défaite à la bataille de Kaliakra. Hunyadi s'enfuit du champ de bataille, et beaucoup d'hommes, y compris Mircea et son père, le rendent responsable de la déroute.

## Sa mort

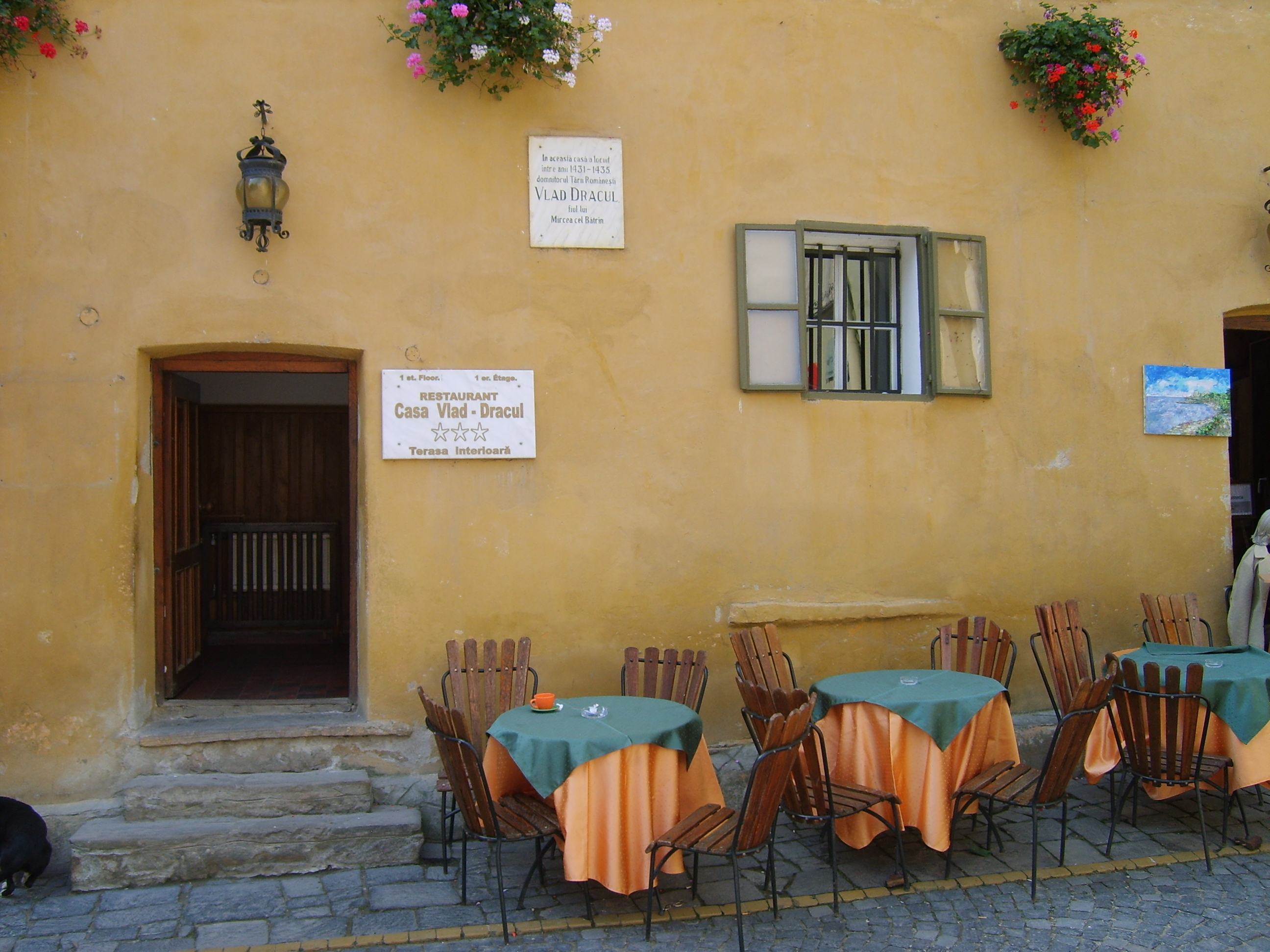
La maison où naquit Vlad Tepes, connu sous le nom de Dracul. Aujourd'hui, c'est un restaurant

Durant l'été 1447, en conflit avec le voïévode de Transylvanie Jean Hunyadi, Vlad décide de faire la paix avec le sultan à Andrinople. Il ferme son pays à la monnaie hongroise : en réaction aux dépréciations successives de la monnaie hongroise (le ducat valaque est aligné sur le denier hongrois depuis 1424), qui pénalisent l’économie de la Valachie, s’efforce de stopper l’exportation des bonnes monnaies et du métal précieux vers la Hongrie, et interdit l’entrée massive des monnaies altérées. Il entre en conflit avec les marchands saxons de Brașov et de Sibiu, en Transylvanie, puis avec Jean Hunyadi, qui intervient au sud des Carpates.
Entre le 23 novembre et le 4 décembre 1447, Vlad est assassiné avec son fils Mircea (selon certaines sources, sur l'ordre de Hunyade). Mircea est enterré vivant par les boyards et les marchands de Târgoviște. Hunyade place son propre candidat, Vladislav II de Valachie (Vladislav), membre de la famille des Dănești sur le trône de Valachie. Ce dernier sera assassiné plus tard par Vlad III l'Empaleur, en tentant de reprendre le trône de Valachie, bien qu'il se soit allié avec lui peu avant sa mort pour combattre les Turcs.

## Sa descendance
Vlad II épouse :
1) Ne (sans doute une noble de Transylvanie) dont il a :
- Mircea II le Jeune, né vers 1428/1429 ;
- Vlad III l'Empaleur, né vers 1431 ;

2) Vasilissa Mușatini, fille du prince de Moldavie Alexandre Ier le Bon, nonne sous le nom d'Eupraxia, et morte vers 1447, dont il a :
- Radu III l'Élégant, né le 2 août 1439 ;
- Alexandra.

De sa concubine Cătuna il eût également un fils illégitime :
- Vlad IV Călugărul.